# Kiberbius ogmopus
Kiberbius ogmopus är en mångfotingart som beskrevs av Chamberlin 1916. Kiberbius ogmopus ingår i släktet Kiberbius och familjen stenkrypare. Inga underarter finns listade i Catalogue of Life.